# 喉音R
喉音R（Guttural R、法语R）指在语音学中，将音位R作为喉辅音发出。这些辅音中常见的是小舌音R，另外还有软腭音R、咽音R或声门音R。有一些语言的使用者将齿龈颤音/r/和小舌颤音/ʀ/作为同一个音位的等价音素。然而，值得注意的是，这两种音的发音方法十分不同。

## 喉音R语言
喉音R现在在法国、比利时、荷兰、德国北部和丹麦常作为辅音字母R的发音。这个辅音字母在世界许多其它地方都有，然而许多地方都不能用它来代替更为常用的齿龈颤音/r/和齿龈近音/ɹ/。

### 罗曼语

#### 法语
法语可谓是使用喉音R的最著名的例子。标准法语是发成浊小舌擦音/ʁ/，但是如果R是在清輔音/p/，/t/，/k/，/s/，/f/，/ʃ/前面或後面，它變成清小舌擦音/χ/。魁北克法语中，傳統是发成齒齦顫音/r/，但是現代是发成/ʁ/。
与之毗邻的布列塔尼地区使用的布列塔尼语，虽然不是罗曼语，但曾经受法语很大影响，也在某些地区保持了齿龈颤音R。

#### 葡萄牙语
音素/ʁ/，音节开头写作“r”，元音间作“rr”，原来跟意大利语和西班牙语一样是齿龈颤音/r/，现在已经产生了许多变体。在欧洲和非洲，通常发成浊小舌擦音/ʁ/以及齿龈颤音/r/。在巴西，通常是清软腭擦音（如西班牙语的 jamas）/x/，或者是清声门擦音/h/。 
在葡萄牙语中，在单词中或音节末尾位置的r，通常发为齿龈闪音/ɾ/，但在巴西葡萄牙语中，根据方言不同有多种变体： 
1. 清軟顎擦音 /x/；
2. 清聲門過渡音 /h/；
3. 齿龈闪音 /ɾ/；
4. 齿龈颤音 /r/；
5. 齿龈近音 /ɹ/（即英语的r）。

也可能在重读末音节不发音。头两种发音方法最被广泛认可。

### 西日尔曼地区
传统上，现今荷兰、德国、瑞士和奥地利的语言按照莱茵河的下、中、上游划分。低地口音进化成荷兰语和低地德语方言，发展出小舌R。上游的方言发生了辅音变迁，使这里的语言成为高地德语，进一步还可以分为中地和高地方言。在瑞士和奥地利保留了齿龈颤音/r/，德国中部的中地方言也发展出小舌R。小舌R在这些地域的发展还没有完全明白，流行的观点是这些语言由于受法语的影响借用了其小舌R。但事实上本身法语中小舌R的产生还未完全了解。
与英语和苏格兰语相近的弗里西语，尽管被说喉音R语言的地区包围着，却仍然保留了齿龈颤音R。不过一些方言现在趋向于喉音R。

#### 荷兰语、佛兰德语和南非荷兰语
比利时弗兰德的弗拉芒语中，通常R是齿龈颤音，但小舌R也存在，主要在林堡省、根特以及布魯塞爾（都在法语区）。
20世纪初以来，小舌R在荷兰南部省份北布拉班特和林堡占主导地位。西部地区兰斯台德（包括的城市有鹿特丹、海牙和乌得勒支）的口音同样主要是小舌音（阿姆斯特丹口音却通常是齿龈R）。小舌R也见于兰斯台德地区以外的主要城市，如兹沃勒、代芬特尔、阿尔默洛和吕伐登。在这些小舌R中心区域之外，齿龈颤音则变得常用了。将荷兰语作为外语的学习者也倾向于使用齿龈颤音，因为这样能够与荷兰语中另外的一个音清软腭擦音/x/（“ch”，“g”）形成对比。南非荷兰语除了在开普敦郊区用小舌R外，也使用齿龈颤音R。

#### 标准德语
大多数德语方言使用小舌R。尽管在Theodor Siebs编撰的第一部标准德语发音字典中规定的是小舌颤音，德国南部和奥地利的标准德语变体则多使用齿龈颤音。 许多变体中，两种发音共存，在音节末尾R通常会元音化，发成[ɐ̯]、[ə̯]或[ː]。
在瑞士德语，无论R在音节末尾还是音节开头，都发齿龈颤音。

#### 意第绪语
历史上高低地德语的区分也影响到了犹太人的意地绪语，尤其是原来在莱茵河高地居住的德系犹太人和犹太人所带的口音。当这些犹太人移民到其它地区，如美国和俄罗斯后，他们也带去了其发音。

### 北日尔曼语

#### 丹麦语和瑞典语
在斯堪的纳维亚占主导地位的R音是齿龈颤音，另外对于辅音组合/rd/，/rl/，/rn/，/rs/和/rt/在挪威和瑞典大部使用卷舌音。然而，R在丹麦被完全读成浊咽擦音，在瑞典的斯科訥地区被读成小舌颤音。斯科訥地区的瑞典语通常作为瑞典语的一种方言，尽管由于历史原因，它与海峡另一边的丹麦语可以互通。丹麦和斯科訥地区的喉音R起源未明，因为在丹麦接收斯科訥地区前，R在这两个地方都是读作齿龈颤音的。

#### 挪威语
挪威大部使用齿龈闪音。然而小舌R在南挪威的西南部逐渐占据优势。小舌R的扩散中心在卑尔根市，在今天起影响仍在扩展。语言学家认为使用卷舌音的方言（例如南挪威东部和北挪威的方言）对于小舌R具有天然的免疫力，因此不会使用它。估计小舌音最终在挪威会占据所有不使用卷舌R的地域。

### 斯拉夫语族
在斯拉夫语族中，齿龈颤音占主导地位，而喉音R被视为一种不标准的发音。而保加利亚的索非亚方言是一个例外，该方言中使用较多的小舌顫音[ʀ]（也存在小舌擦音[ʁ]的自由变体）。
小舌顫音在德国萨克森州的一部分索布语中也很常见，可能是受到德语的影响。在西里西亞和其他一些受到德国影响的波兰、斯洛文尼亚地区，少数人的口音中也有小舌R音。
喉音R也被视为犹太人的“民族标记”（ethnic marker），例如俄罗斯的阿什肯納茲猶太人会将母语意第緒語中的小舌音代入俄语发音中。

### 闪族语

#### 阿拉伯语
阿拉伯语的多数方言保留了字母ر（rāʾ）的古典读音，读作齿龈颤音/r/或者在一些情况下是齿龈闪音/ɾ/，一些方言则转为使用小舌颤音/ʀ/。其中包括：
- 伊拉克的摩苏尔方言
- 巴格达的基督徒口音
- 阿尔及尔的犹太口音

#### 希伯来语
希伯来语，辅音ר（rêš）的经典读音是齿龈闪音/ɾ/，并且在语法上认为是非双辅音音素。国外的犹太人说的多数希伯来语方言保持使用闪音或者齿龈颤音/r/。然而北欧的德系犹太人使用小舌R，可以是小舌颤音/ʀ/或浊小舌擦音/ʁ/。这也许是来源于他们的母语意地绪语，而在礼拜时说的希伯来语也带有口音。

#### 意地绪语的影响
尽管希伯來語復興運動的關鍵人物艾利澤·本-耶胡達是沙皇俄国出身，受俄語影響，他使用的是齿龈颤音R，但当犹太人第一波移民到耶路撒冷时，他们借用了意地绪语的小舌发音，渐渐这变成为标准希伯来语的公認发音。现代以色列的犹太人祖先来自世界各地，但几乎全部人都使用小舌R，基於该音在现代的权威性已逐步建立、和历史上的成因。

#### 以色列希伯来语
许多移民到以色列的犹太人在原来的国家讲阿拉伯语，因此将希伯来语的R读作齿龈颤音，如阿拉伯语字母ر（rāʼ）。 在大融合的压力下，许多人退为将希伯来R读成阿拉伯语的 غ（ġayn），这个字母就本身读作浊小舌擦音。然而，在现代的塞法迪犹太人和米兹拉希犹太人诗歌和民歌中，仍然有使用齿龈颤音。

### 南島語

#### 馬來語
部分馬來語方言也有出現喉音R的現象，與歐洲的喉音R獨立發展，包括吉打、吉蘭丹—北大年、彭亨等地區的方言。

## 假喉音R
有些语言有一个拼做R的喉辅音，但许多都是由于方便起见而使用的，历史上不是从齿龈颤音/r/音素变来。由于这样的原因，这些音素不认为是“真”喉音R。

### 格陵兰语
格陵兰语方言将他们的浊小舌擦音翻译到拉丁字母时写作R。格陵兰语R是与Q（清小舌塞音）对应的浊辅音。之所以用字母R来表示只是为了方便起见，以便与欧洲使用的小舌R联系起来。

## 托爾金与喉音R
托爾金写作的科幻小说中包含了许多的语言学细节，也表达了他对于“优美和丑陋”语言的哲学思考。托爾金个人不喜欢喉辅音，所以在他构造的精灵语中就完全没有用到小舌音以及浊软腭擦音/ɣ/，但仍保留了其它软腭音。所以顺理成章，他在其“暗黑”语系，例如半兽人使用的暗黑语就利用了“丑陋的”浊软腭擦音和小舌音R。然而他还是最终决定不完全妖魔化这个小舌音，于是将其也用在矮人语中。作为对比，他规定在精灵语中总是要把R读成“华丽的”齿龈颤音。
这些规则在托爾金小说的电影和动画版本中并没有严格遵守。具体举例说，Rankin/Bass的霍比特人动画版本中的精灵使用的是浊软腭擦音。另外在彼得·杰克逊的《魔戒》三部曲中，半兽人和强兽人说的是伦敦口音的齿龈闪音和卷舌音。当然，在《魔戒》中的精灵们还是尝试着发出了齿龈颤音R。

## 外部連結
- Unicode reference for IPA
- Article on the pronunciation of R in French